# Mirek Topolánek
Mirek Topolánek (Vsetín, 15 maggio 1956) è un ingegnere, manager e politico ceco, Primo ministro della Repubblica Ceca dal 2006 al 2009.

## Biografia
Nato il 15 maggio 1956 a Vsetín (allora in Cecoslovacchia), è stato sposato con Pavla Topolánková. 
Successivamente alle indiscrezioni uscite nell'agosto 2006, nel gennaio 2007 dovette ufficialmente confermare la sua relazione con Lucie Talmanová (deputata al Parlamento e sua collega di facoltà), per la gravidanza che tutti i giornali già attribuivano a Topolánek.
Ha quattro figli, dei quali l'ultimo maschio avuto con l'attuale partner.

## Formazione
Diplomato presso la scuola militare di Opava, si laurea in ingegneria meccanica presso l'Università tecnica di Brno (Vysoké učení technické v Brně). Ottiene successivamente una borsa di studio in materia di gestione di piccole e medie imprese (MIM, in Italia: PMI) a Cipro e frequenta un corso post laurea in gestione d'azienda presso Čelákovice (Centro di formazione manageriale).

## Carriera professionale
Dal 1980 al 1987 partecipa a progetti di pianificazione energetica presso una società di Ostrava. Dal 1987 al 1991 è ingegnere capo in pianificazione presso l'Energoprojekt Corp. a Praga. Dal 1991 al 1996 è Direttore generale della VAE ltd., successivamente, fino al 2003, ne diviene presidente del Consiglio di Amministrazione.

## Impegno politico

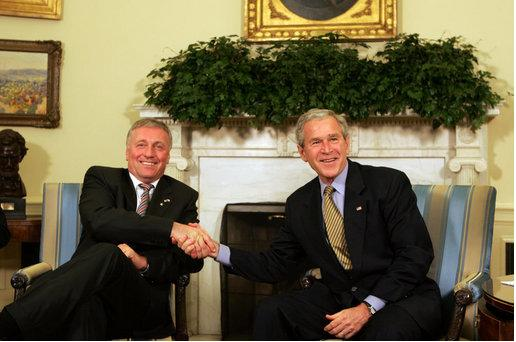
Mirek Topolánek e George W. Bush. La politica estera del primo ministro ceco è stata caratterizzata da una vicinanza all'amministrazione Bush, come ad esempio nel sostegno della guerra in Iraq e l'installazione dello scudo missilistico americano in Europa

Fino al 1989 non si interessa della vita politica. Partecipa al Forum Civico, movimento impegnato alla tutela dei diritti civili, successivamente alla dissoluzione degli orientamenti comunisti dominanti sino ad allora in Cecoslovacchia. 
Nel 1994 è membro del Partito Democratico Civico (Občanská demokratická strana - ODS).
Dal 1990 al 1994 è consigliere comunale presso Ostrava - Poruba.
Dal 1996 al 1998 diviene membro del Senato della Repubblica Ceca e gli viene assegnata la vicepresidenza della commissione per l'economia nazionale, l'agricoltura e trasporti. 
Dal 1998 al 2004 viene confermato come componente del Senato e membro della medesima commissione (fino al 2002 è capogruppo al Senato dell'ODS.
Dal 2002 al 2004 è vicepresidente del Senato della Repubblica Ceca.
Nel novembre del 2002 diviene presidente dell'ODS.
Nelle elezioni di giugno 2006 viene eletto alla Camera dei Deputati (Poslanecká sněmovna).
Dal 10 agosto 2006 all'8 maggio 2009 è stato Primo ministro della Repubblica Ceca.
Dopo meno di due anni dall'inizio del suo mandato, il 1º gennaio 2009 Topolánek assume il ruolo di Presidente del Consiglio europeo, succedendo al francese Nicolas Sarkozy. Con l'attribuzione a Topolánek di questo ruolo, è la prima volta nella storia che la Repubblica Ceca è alla presidenza dell'Unione europea. 
La prima azione pubblica e internazionale come Presidente è stata definire l'Operazione Piombo Fuso un'operazione difensiva di Israele, per poi ritrattare le posizioni e ammorbidire la definizione, chiedendo una tregua come fanno contemporaneamente molte altre nazioni europee, ad esempio la Francia. Successivamente, patteggerà con Vladimir Putin per ripristinare il gas russo per l'Europa, convincendo l'Ucraina ad accettare un continuo monitoraggio.
Gli è succeduto, nella carica di primo ministro della Repubblica Ceca, Jan Fischer.

## Aspetti controversi
Il 5 giugno 2009 alcune sue foto in cui appare nudo all'aperto – in evidenti condizioni di eccitazione sessuale – accanto a un'ignota donna seminuda sono state pubblicate dal sito on line del quotidiano spagnolo El País, nell'ambito delle polemiche sulla pubblicazione delle foto di alcuni festini svoltisi nella residenza Villa Certosa del premier italiano Silvio Berlusconi. Pur se le foto non mostrano il viso, censurato dal quotidiano, Topolánek ha ammesso il suo riconoscimento, pur riservandosi la possibilità che siano state ritoccate e di querelare il giornale per grave violazione della privacy.